# 奈特·拉謝夫斯基
奈森·詹姆斯·拉謝夫斯基（英語：Nathan James Laszewski，1999年7月19日—）為美國男子籃球運動員，現效力於台灣職業籃球大聯盟新竹御嵿攻城獅。

## 職業生涯
2023年7月22日，拉謝夫斯基加盟義大利籃球甲級聯賽布林迪西。
2024年6月29日，拉謝夫斯基以一年合約加盟希腊篮球甲级联赛塞薩洛尼基阿里斯。
2025年2月22日，塞薩洛尼基阿里斯與拉謝夫斯基解約，並由夏庫爾·賈斯頓取代。2月28日，拉謝夫斯基加盟台灣職業籃球大聯盟（TPBL）新竹御嵿攻城獅，球隊取中文名為「薛斯基」。

## 外部連結
- 奈特·拉謝夫斯基在fiba.basketball（英语）
- 奈特·拉謝夫斯基在歐洲籃球聯賽（英语）
- 奈特·拉謝夫斯基在義大利籃球聯賽（意大利语）
- 奈特·拉謝夫斯基在台灣職業籃球大聯盟
- 奈特·拉謝夫斯基在Basketball-Reference.com（國際）（英语）
- 奈特·拉謝夫斯基在Sports-Reference.com（NCAA）（英语）
- 奈特·拉謝夫斯基在Eurobasket.com（球員）（英语）
- 奈特·拉謝夫斯基在Proballers（英语）
- 奈特·拉謝夫斯基在RealGM（英语）
- 奈特·拉謝夫斯基在Flashscore（英语）